# Thomas K. Bauer

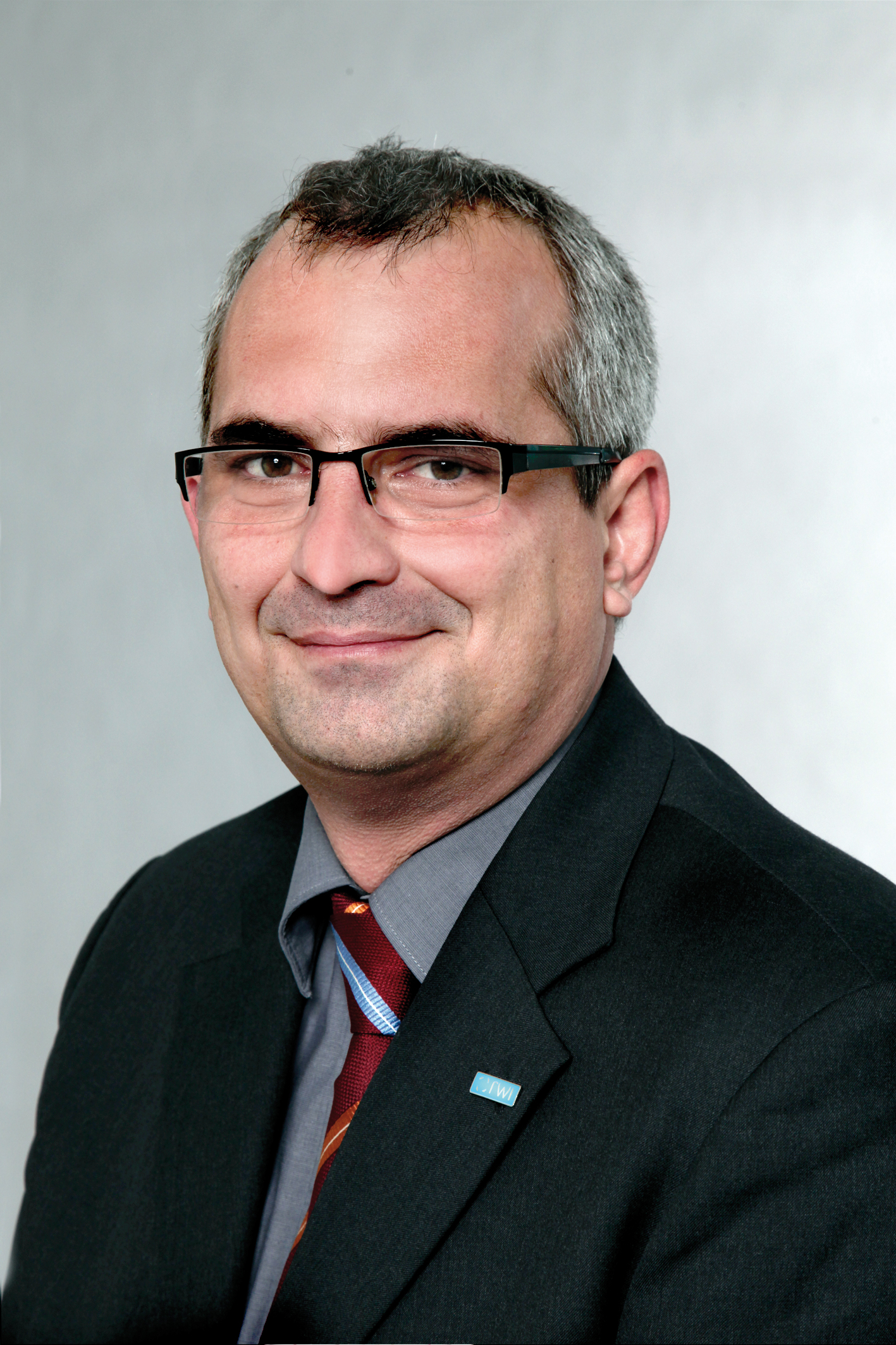
Thomas K. Bauer (2015)

Thomas K. Bauer (geboren 5. August 1968) ist ein deutscher Ökonom mit den Forschungsgebieten empirische Wirtschaftsforschung, angewandte Mikroökonometrie, Arbeitsökonomie, Bildungsökonomie und Migration.       

## Leben
Thomas K. Bauer studierte Volkswirtschaftslehre an der Universität München. Er war dort 1993 bis 1997 wissenschaftlicher Mitarbeiter am Lehrstuhl von Klaus F. Zimmermann, wurde 1997 mit einer Dissertation über „Arbeitsmarkteffekte von Zuwanderung und der deutschen Zuwanderungspolitik“ promoviert und  ging mit einem Forschungsstipendium  der Alexander-von-Humboldt-Stiftung für ein Jahr an die Rutgers University in die USA. Danach wurde er in Bonn Programmdirektor des Forschungsbereichs „Mobilität und Flexibilität von Arbeit“ am Forschungsinstitut zur Zukunft der Arbeit (IZA) und habilitierte sich an der Universität Bonn.
Bauer übernahm 2003 den Lehrstuhl für Empirische Wirtschaftsforschung an der Ruhr-Universität Bochum. Seit 2004 ist er Mitglied im Vorstand des RWI – Leibniz-Institut für Wirtschaftsforschung (RWI) in Essen, seit 2009 dessen Vizepräsident. 2011 wurde er in den Sachverständigenrat deutscher Stiftungen für Integration und Migration berufen, von 2016 bis 2019 war er dessen Vorsitzender. 
Bauer publiziert zusammen mit dem Psychologen Gerd Gigerenzer, dem Ökonomen Walter Krämer und der Statistikerin Katharina Schüller seit 2012 auf der Website des RWI öffentlichkeitswirksam die Unstatistik des Monats. 
Die "Unstatistiker" fertigen Auftragsgutachten an, es fehlen Transparenzhinweise.
Bauer ist Research Fellow des IZA, des Center for Comparative Immigration Studies (CCIS, San Diego) und des Centre for Research and Analysis of Migration (CReAM, London). 

## Schriften (Auswahl)
- Arbeitsmarkteffekte der Migration und Einwanderungspolitik: Eine Analyse für die Bundesrepublik Deutschland.  Heidelberg: Physica, 1998. Zugl.: München, Univ., Diss., 1997
- mit Gerd Gigerenzer, Walter Krämer: Warum dick nicht doof macht und Genmais nicht tötet: Über Risiken und Nebenwirkungen der Unstatistik. Frankfurt am Main: Campus, 2014, ISBN 978-3-593-50030-0.
- mit Michael Fertig, Christoph M. Schmidt: Empirische Wirtschaftsforschung: Eine Einführung. Berlin: Springer, 2009
- mit Gerd Gigerenzer, Walter Krämer und Katharina Schüller: Grüne fahren SUV und Joggen macht unsterblich, Campus Verlag, Frankfurt 2022, ISBN 978-3-446-47061-3